# Peptona
Peptona é um tipo de substrato, que pode ser digerido pela enzima tripsina, secretada pelo pâncreas. É uma proteína semi-digerida que serve como fonte de nitrogênio e carbono.